# Coupe du monde de pentathlon moderne 2021
Navigation
2020 2022
La coupe du monde de pentathlon moderne 2021 se déroule entre le 24 mars 2021 et le 16 mai 2021. La compétition est organisée par l'Union internationale de pentathlon moderne. En raison des Jeux olympiques, la saison est réduite à trois manches et une finale, accompagnées des championnats du monde.

## Résultats

### Hommes
| Date        | Lieu                   | Or              | Or        | Or        | Or        | Or        | Argent        | Argent    | Argent    | Argent    | Argent    | Bronze        | Bronze    | Bronze    | Bronze    | Bronze    |
| 24-28 mars  | Székesfehérvár         | Pavels Švecovs  | 1 478 pts | 1 478 pts | 1 478 pts | 1 478 pts | Ahmed Hamed   | 1 478 pts | 1 478 pts | 1 478 pts | 1 478 pts | Patrick Dogue | 1 464 pts | 1 464 pts | 1 464 pts | 1 464 pts |
| 24-28 mars  | Székesfehérvár         | Pavels Švecovs  |           |           |           |           | Ahmed Hamed   |           |           |           |           | Patrick Dogue |           |           |           |           |
| 24-28 mars  | Székesfehérvár         | Pavels Švecovs  | 244       | 313       | 300       | 621       | Ahmed Hamed   | 244       | 297       | 297       | 640       | Patrick Dogue | 227       | 302       | 281       | 654       |
| 7-11 avril  | Sofia                  | Jun Woong-tae   | 1 457 pts | 1 457 pts | 1 457 pts | 1 457 pts | Róbert Kasza  | 1 455 pts | 1 455 pts | 1 455 pts | 1 455 pts | Ilya Palazkov | 1 451 pts | 1 451 pts | 1 451 pts | 1 451 pts |
| 7-11 avril  | Sofia                  | Jun Woong-tae   |           |           |           |           | Róbert Kasza  |           |           |           |           | Ilya Palazkov |           |           |           |           |
| 7-11 avril  | Sofia                  | Jun Woong-tae   | 227       | 306       | 293       | 631       | Róbert Kasza  | 246       | 294       | 293       | 622       | Ilya Palazkov | 250       | 299       | 293       | 609       |
| 15-18 avril | Sofia                  | Joseph Choong   | 1 435 pts | 1 435 pts | 1 435 pts | 1 435 pts | Ilya Palazkov | 1 427 pts | 1 427 pts | 1 427 pts | 1 427 pts | Róbert Kasza  | 1 419 pts | 1 419 pts | 1 419 pts | 1 419 pts |
| 15-18 avril | Sofia                  | Joseph Choong   |           |           |           |           | Ilya Palazkov |           |           |           |           | Róbert Kasza  |           |           |           |           |
| 15-18 avril | Sofia                  | Joseph Choong   | 245       | 308       | 300       | 582       | Ilya Palazkov | 264       | 297       | 293       | 573       | Róbert Kasza  | 245       | 296       | 300       | 578       |
| 13-16 mai   | Székesfehérvár Finales | Valentin Prades | 1 479 pts | 1 479 pts | 1 479 pts | 1 479 pts | Thomas Toolis | 1 475 pts | 1 475 pts | 1 475 pts | 1 475 pts | Luo Shuai     | 1 471 pts | 1 471 pts | 1 471 pts | 1 471 pts |
| 13-16 mai   | Székesfehérvár Finales | Valentin Prades |           |           |           |           | Thomas Toolis |           |           |           |           | Luo Shuai     |           |           |           |           |
| 13-16 mai   | Székesfehérvár Finales | Valentin Prades | 238       | 296       | 300       | 645       | Thomas Toolis | 232       | 304       | 299       | 640       | Luo Shuai     | 217       | 290       | 300       | 664       |

### Femmes
| Date        | Lieu                   | Or              | Or        | Or        | Or        | Or        | Argent            | Argent    | Argent    | Argent    | Argent    | Bronze                | Bronze    | Bronze    | Bronze    | Bronze    |
| 24-28 mars  | Székesfehérvár         | Kate French     | 1 403 pts | 1 403 pts | 1 403 pts | 1 403 pts | Joanna Muir       | 1 388 pts | 1 388 pts | 1 388 pts | 1 388 pts | Gintarė Venčkauskaitė | 1 362 pts | 1 362 pts | 1 362 pts | 1 362 pts |
| 24-28 mars  | Székesfehérvár         | Kate French     |           |           |           |           | Joanna Muir       |           |           |           |           | Gintarė Venčkauskaitė |           |           |           |           |
| 24-28 mars  | Székesfehérvár         | Kate French     | 286       | 282       | 263       | 572       | Joanna Muir       | 227       | 289       | 297       | 575       | Gintarė Venčkauskaitė | 196       | 278       | 288       | 600       |
| 7-11 avril  | Sofia                  | Marie Oteiza    | 1 367 pts | 1 367 pts | 1 367 pts | 1 367 pts | Kate French       | 1 360 pts | 1 360 pts | 1 360 pts | 1 360 pts | Anna Maliszewska      | 1 348 pts | 1 348 pts | 1 348 pts | 1 348 pts |
| 7-11 avril  | Sofia                  | Marie Oteiza    |           |           |           |           | Kate French       |           |           |           |           | Anna Maliszewska      |           |           |           |           |
| 7-11 avril  | Sofia                  | Marie Oteiza    | 231       | 283       | 300       | 553       | Kate French       | 234       | 273       | 286       | 567       | Anna Maliszewska      | 238       | 263       | 300       | 547       |
| 15-18 avril | Sofia                  | Michelle Gulyas | 1 353 pts | 1 353 pts | 1 353 pts | 1 353 pts | Francesca Summers | 1 345 pts | 1 345 pts | 1 345 pts | 1 345 pts | Anastasiya Prokopenko | 1 343 pts | 1 343 pts | 1 343 pts | 1 343 pts |
| 15-18 avril | Sofia                  | Michelle Gulyas |           |           |           |           | Francesca Summers |           |           |           |           | Anastasiya Prokopenko |           |           |           |           |
| 15-18 avril | Sofia                  | Michelle Gulyas | 220       | 282       | 291       | 560       | Francesca Summers | 224       | 263       | 298       | 560       | Anastasiya Prokopenko | 214       | 251       | 300       | 578       |
| 13-16 mai   | Székesfehérvár Finales | Kate French     | 1 384 pts | 1 384 pts | 1 384 pts | 1 384 pts | Annika Schleu     | 1 378 pts | 1 378 pts | 1 378 pts | 1 378 pts | Michelle Gulyas       | 1 376 pts | 1 376 pts | 1 376 pts | 1 376 pts |
| 13-16 mai   | Székesfehérvár Finales | Kate French     |           |           |           |           | Annika Schleu     |           |           |           |           | Michelle Gulyas       |           |           |           |           |
| 13-16 mai   | Székesfehérvár Finales | Kate French     | 238       | 271       | 296       | 579       | Annika Schleu     | 208       | 268       | 300       | 602       | Michelle Gulyas       | 228       | 284       | 293       | 571       |

### Mixte
| Date       | Lieu                   | Or                                                 | Or        | Or        | Or        | Or        | Argent                                             | Argent    | Argent    | Argent    | Argent    | Bronze                                          | Bronze    | Bronze    | Bronze    | Bronze    |
| 24-28 mars | Székesfehérvár         | Grande-Bretagne- Joseph Choong - Olivia Green      | 1 470 pts | 1 470 pts | 1 470 pts | 1 470 pts | Hongrie- Balázs Szép - Sarolta Simon               | 1 466 pts | 1 466 pts | 1 466 pts | 1 466 pts | Corée du Sud- Lee Ji-hun - Kim Sun-woo          | 1 401 pts | 1 401 pts | 1 401 pts | 1 401 pts |
| 24-28 mars | Székesfehérvár         | Grande-Bretagne- Joseph Choong - Olivia Green      |           |           |           |           | Hongrie- Balázs Szép - Sarolta Simon               |           |           |           |           | Corée du Sud- Lee Ji-hun - Kim Sun-woo          |           |           |           |           |
| 24-28 mars | Székesfehérvár         | Grande-Bretagne- Joseph Choong - Olivia Green      | 218       | 325       | 287       | 640       | Hongrie- Balázs Szép - Sarolta Simon               | 236       | 309       | 286       | 635       | Corée du Sud- Lee Ji-hun - Kim Sun-woo          | 210       | 320       | 268       | 603       |
| 7-11 avril | Sofia                  | Kazakhstan- Vladislav Michshenko - Elena Potapenko | 1 442 pts | 1 442 pts | 1 442 pts | 1 442 pts | Biélorussie- Pavel Tsikhanau - Kseniya Klimiankova | 1 420 pts | 1 420 pts | 1 420 pts | 1 420 pts | Corée du Sud- Seo Chang-hwan - Kim Un-ju        | 1 415 pts | 1 415 pts | 1 415 pts | 1 415 pts |
| 7-11 avril | Sofia                  | Kazakhstan- Vladislav Michshenko - Elena Potapenko |           |           |           |           | Biélorussie- Pavel Tsikhanau - Kseniya Klimiankova |           |           |           |           | Corée du Sud- Seo Chang-hwan - Kim Un-ju        |           |           |           |           |
| 7-11 avril | Sofia                  | Kazakhstan- Vladislav Michshenko - Elena Potapenko | 258       | 308       | 283       | 593       | Biélorussie- Pavel Tsikhanau - Kseniya Klimiankova | 220       | 302       | 300       | 598       | Corée du Sud- Seo Chang-hwan - Kim Un-ju        | 216       | 299       | 278       | 622       |
| 13-16 mai  | Székesfehérvár Finales | Allemagne- Christian Zillekens - Annika Schleu     | 1 447 pts | 1 447 pts | 1 447 pts | 1 447 pts | Biélorussie- Ilya Palazkov - Volha Silkina         | 1 443 pts | 1 443 pts | 1 443 pts | 1 443 pts | Guatemala- Charles Fernández - Sophia Hernández | 1 437 pts | 1 437 pts | 1 437 pts | 1 437 pts |
| 13-16 mai  | Székesfehérvár Finales | Allemagne- Christian Zillekens - Annika Schleu     |           |           |           |           | Biélorussie- Ilya Palazkov - Volha Silkina         |           |           |           |           | Guatemala- Charles Fernández - Sophia Hernández |           |           |           |           |
| 13-16 mai  | Székesfehérvár Finales | Allemagne- Christian Zillekens - Annika Schleu     | 208       | 307       | 282       | 650       | Biélorussie- Ilya Palazkov - Volha Silkina         | 244       | 311       | 279       | 609       | Guatemala- Charles Fernández - Sophia Hernández | 212       | 307       | 264       | 654       |